# BNNVARA
BNNVARA es una organización pública de radio y televisión de los Países Bajos, que forma parte de la radiodifusora pública Nederlandse Publieke Omroep (NPO) desde 2014.

## Historia
BNNVARA fue creada mediante la unión de dos radiodifusoras públicas neerlandesas: Omroepvereniging VARA y Bart's Neverending Network (BNN). VARA existía desde 1925, estaba históricamente ligada a los socialdemócratas y era una de las organizaciones generalistas más importantes de la NPO. Por otro lado BNN había sido fundada en 1997 por el presentador Bart de Graaff, no tenía adscripción política y estaba enfocada al público joven.
En 2010 el gobierno neerlandés emprendió una reforma de la NPO para reducir el número de organizaciones, así como para abaratar costes de producción. VARA y BNN tenían programas y una línea editorial muy similares, de modo que no tardaron en alcanzar un acuerdo a finales de 2011. Pese a la oposición de los partidos políticos de centroderecha, el gobierno neerlandés aprobó la fusión de BNN y VARA en febrero de 2012.
La marca BNNVARA comenzó a ser utilizada a partir del 1 de enero de 2014. Ambas empresas mantuvieron direcciones independientes hasta su fusión definitiva el 1 de septiembre de 2018.

## Programación
BNNVARA se encarga de producir programas para Nederlandse Publieke Omroep (NPO), repartiéndose la escaleta de programación con el resto de radiodifusoras. Está especializada en programas generalistas, humorísticos y juveniles. Aunque no tiene una línea editorial definida, históricamente ha estado ligada al centroizquierda y defiende una programación que fomenta el pensamiento crítico.